# Zedd (musicien)
Pour les articles homonymes, voir Zedd.
Zedd, de son vrai nom Anton Zaslavski (russe : Антон Игоревич Заславский ; né le 2 septembre 1989) à Saratov, est un disc jockey, musicien et compositeur russo-allemand. La musique qu'il crée tient essentiellement du genre electro house, influencé par de la house progressive, du dubstep, et de la musique classique.

## Biographie

### Enfance
Zedd est né en Russie, mais déménage très jeune à Kaiserslautern en Allemagne, avec ses parents. Il se lance dans des cours de piano classique à quatre ans, puis apprend la guitare, et débute à 12 ans la batterie. L'étude de la musique lui est imposée par ses deux parents, eux-mêmes musiciens,.

### Débuts et succès

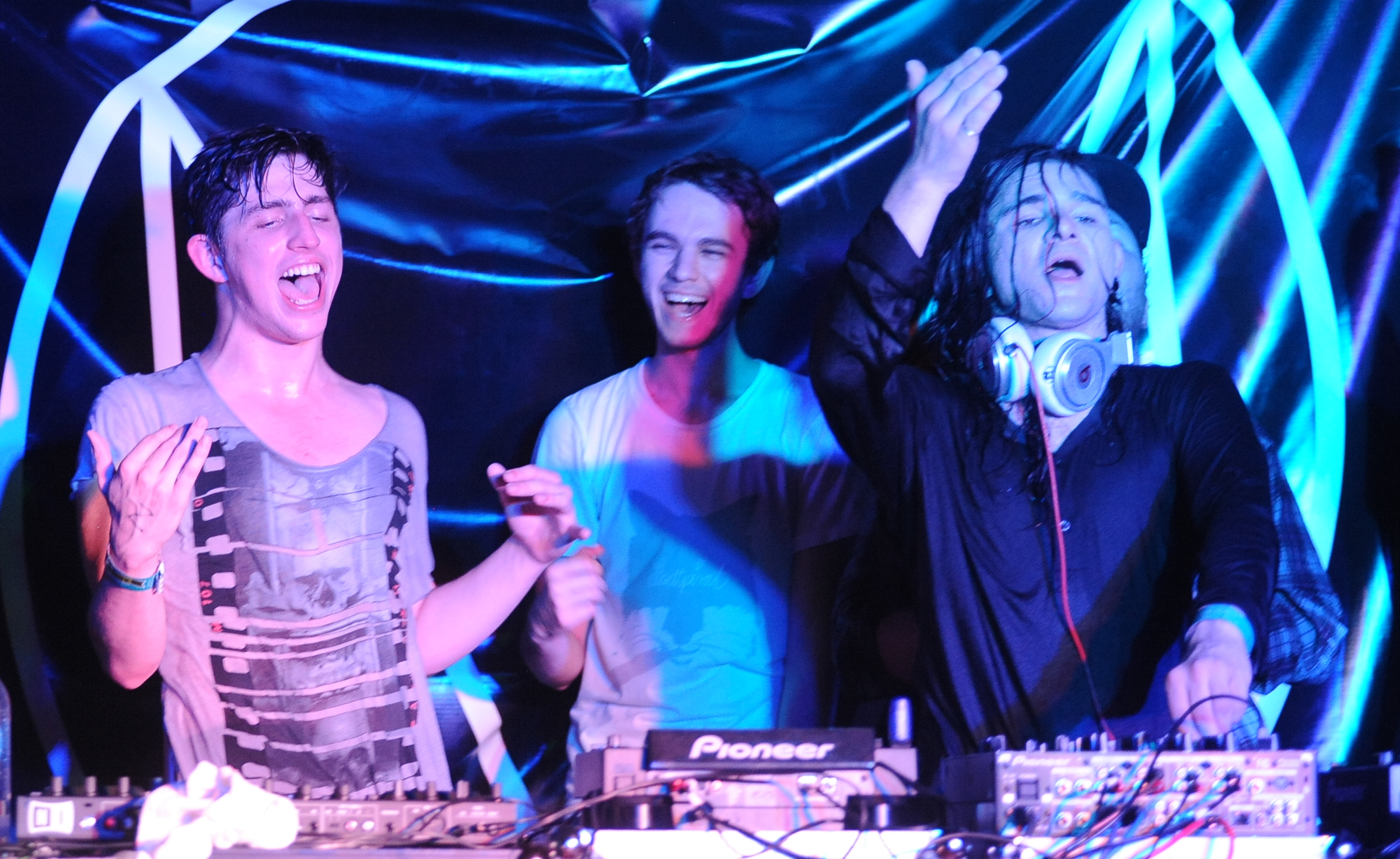
De gauche à droite : Porter Robinson, Zedd, et Skrillex au SXSW, le 16 mars 2012.

En 2002, il entre au sein d'un groupe allemand de metal et rock, Dioramic. Il commence à s'intéresser à la musique électronique à l'écoute de l'album † du groupe électronique français Justice,, et en compose dès l'année 2009.
Sous le nom de Zedd, Zaslavski compose de nombreuses chansons et remixes. Il remporte deux concours de remixes sur Beatport en 2010. Son remix du titre de Skrillex, Scary Monsters and Nice Sprites atteint la deuxième place des charts de Beatport (dans le genre electro-house)[réf. nécessaire]. Depuis, il compose des remixes pour des artistes connus comme Justin Bieber, Lady Gaga, et les Black Eyed Peas. Zaslavski compose sa musique grâce au logiciel Cubase et utilise des plugins comme Sylenth1, Nexus, SynthMaster 2.6, et Omnisphere. En 2010, Zedd sort son premier single, The Anthem, le 4 mai, sous le label Big Fish. En 2011, son remix de la chanson Marry the Night de la chanteuse Lady Gaga figure dans l'édition spéciale du troisième album de celle-ci, Born This Way, et celui de la chanson Born This Way de cette même artiste apparaît dans l'édition Born This Way – The Remixes Part 2 du single.
En 2012, il signe un contrat avec le label Interscope, et sort son single Spectrum pour lequel il a fait appel à Matthew Koma pour les parties vocales. Il réalise la chanson I Don't Like You d'une artiste ayant également signé pour Interscope, Eva Simons et coréalise la chanson Beauty and a Beat avec Max Martin et Argendz, pour le chanteur Justin Bieber. La chanson, également interprétée par la rappeuse Nicki Minaj, est le troisième single de l'album Believe de Justin Bieber. Zedd sort son premier album studio, Clarity, le 2 octobre sous le label Interscope Records. Toujours en 2012, il invite Lady Gaga pour un remix de sa chanson Stache, tirée de son album Clarity, qui ne sera jamais commercialisé. En 2013, il publie la chanson Stay The Night avec la chanteuse du groupe Paramore, Hayley Williams, puis le clip, treize jours plus tard. Il publie par la suite le remix de la dite chanson en collaboration avec le disc jockey Kevin Drew. Il collabore aussi étroitement avec divers artistes Français dont Madeon, Dimitri Vegas et Brett I. Tearson. En 2013, Zedd produit les chansons Aura, GUY, et Donatella sur l'album de Lady Gaga, Artpop. Il produit également le titre Heaven issu de l'album de Namie Amuro, Feel.
Le 26 janvier 2014, il poste sur la toile son nouveau single Find You feat. Matthew Koma, Miriam Bryant (protégée d'Anton) inclus dans la bande originale du film Divergente. Il publie également un nouveau single en featuring avec Ariana Grande Break Free qui atteint la quatrième place du Billboard Hot 100, et la première du classement Hot Dance/Electronic Songs. La chanson est nommée aux Teen Choice Awards. La même année, il remporte un Grammy du « meilleur titre de dance » avec Clarity.
Le 23 février 2015, Zedd fait paraître sa collaboration avec Selena Gomez, intitulée I Want You to Know. La chanson est écrite par Zedd, Ryan Tedder de OneRepublic, et KDrew,. Zedd annonce son second album studio, True Colors, pour une sortie le 18 mai 2015. Il reste l'un des disc jockeys gagnant le plus d'argent au monde.
Le 26 septembre 2016, une collaboration entre Zedd avec League of Legends est publiée sur YouTube sous le titre Ignite'. En 2018, il sort The Middle avec Maren Morris et le duo Grey. En 2019, il collabore avec la chanteuse Katy Perry sur la chanson 365.

### Telos
En 2024, il signe, en collaboration avec Yukinojo Mori et C&K le générique de début (opening) de la série d'animation Dragon Ball Daima, intitulé Jaka Jaan. Pour cette même série, il collabore avec l'artiste japonaise AI pour le générique de fin Nakama . Au sujet de cette nouvelle collaboration, il déclare :  « J'ai été incroyablement honoré d'être même considéré pour produire la musique de Dragon Ball. J'ai grandi en étant un grand fan, et je n'aurais jamais pensé pouvoir travailler sur quelque chose de tel. J'ai toujours aspiré à écrire des chansons thème et des musiques de films. Composer de la musique pour quelque chose qui a influencé de nombreuses années de mon enfance est un rêve absolu[réf. nécessaire]. »

## Discographie
- 2012 : Clarity
- 2015 : True Colors
- 2024 : Telos